# 2013 JW63
2013 JW63, também escrito como 2013 JW63, é um objeto transnetuniano que está localizado no Cinturão de Kuiper, uma região do Sistema Solar. Ele possui uma magnitude absoluta de 5,2 e tem um diâmetro estimado de cerca de 401 km. O astrônomo Mike Brown lista este corpo celeste em sua página na internet como um candidato a possível planeta anão.

## Descoberta
2013 JW63 foi descoberto no dia 8 de maio de 2013.

## Órbita
A órbita de 2013 JW63 tem uma excentricidade de 0,250 e possui um semieixo maior de 48,061 UA. O seu periélio leva o mesmo a uma distância de 36,048 UA em relação ao Sol e seu afélio a 60,074 UA.